# Telužská Wikipedie
Telužská Wikipedie je jazyková verze Wikipedie v telužském jazyce. Byla založena 9. prosince 2003. V lednu 2022 obsahovala přes 74 000 článků a pracovalo pro ni 13 správců. Registrováno bylo přes 109 000 uživatelů, z nichž bylo asi 180 aktivních. V počtu článků byla 81. největší Wikipedie. Je největší Wikipedií napsanou v drávidském jazyce.
Telugský Wikipedian Pranayraj Vangari napsal 365 článků Wiki za 365 dní pod konceptem WikiVastaram. Začal 8. září 2016, každý den psal článek na wiki, WikiVastaram dokončil 7. září 2017.  Při této příležitosti viceprezident Indie Venkaiah Naidu poblahopřál Pranayrajovi prostřednictvím jeho účtu na Twitteru. Ministr státu Telangana K.T.R spolu s blahopřáním prostřednictvím svého účtu na Twitteru a Facebooku usnadnil Pranayrajovi jeho komnatu v Pragathi Bhavan. V tomto trendu pokračoval, 4. června 2019 dokončil 1000 článků za 1000 dní.